# Graafschap Guînes

Wapenschild van de graven

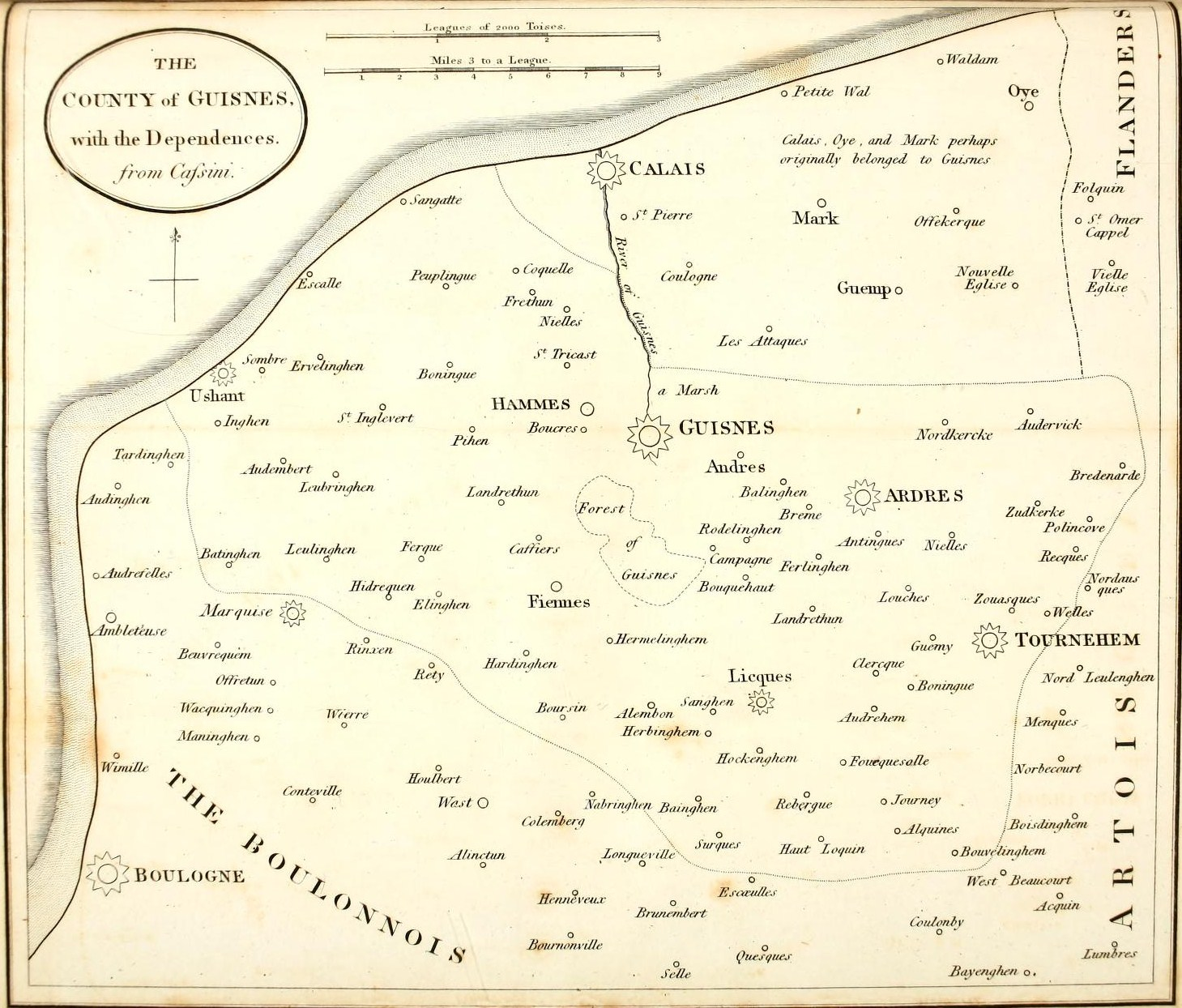
Omvang omstreeks 1250

Het graafschap Guînes was een graafschap in de omgeving van Calais.

## Geschiedenis
In de jaren 880 bracht Boudewijn II van Vlaanderen de Mepsegouw onder zijn controle. In 928 landde echter Siegfried, een Deense prins, in het gebied op grond van oude aanspraken van zijn familie. Hij bouwde een militair steunpunt nabij Guînes. De nieuwe graaf, Arnulf I van Vlaanderen, sloot vrede met Siegfried en beleende hem formeel met de Mepsegouw. Later werd Siegfried opgevolgd door zijn afstammelingen.
Binnen het graafschap werden enkele heerlijkheden opgericht als apanages en bruidsschatten. Hiervan vielen Kassel en Belle door politieke huwelijken weer aan het gravenhuis in Vlaanderen. Het bezit van Broekburg veroorzaakte een conflict tussen Boudewijn, de graaf van Guînes, en Mathilde van Portugal, de gravin van Vlaanderen. Boudewijn werd gevangengenomen en stierf vlak na zijn vrijlating (1205). Toen Vlaanderen een anti-Franse coalitie samenbracht, tegen de achtergrond van de gedwongen overdracht van Artesië, liep Arnoud II van Guînes over naar het Franse kamp (1213). Voortaan was Guînes een rechtstreeks leen van de koning.
Arnoud III van Guînes nam deel aan de Vlaams-Henegouwse Successieoorlog, maar werd in de Slag bij Westkapelle (1253) gevangengenomen door Jan van Avesnes. Hij kocht zijn vrijheid terug, maar moest zijn graafschap verkopen om zijn schulden af te lossen. Het werd aangekocht door koning Filips III van Frankrijk (1283). Diens opvolger, Filips IV, gaf het gebied terug aan de grafelijke familie (1295), met uitzondering van Tournehem dat overging naar het graafschap Artesië.
Tijdens de Honderdjarige Oorlog landden Engelse troepen in Normandië (1346). Bij het beleg van Caen namen ze Rudolf II van Brienne gevangen. Het leger trok noordwaarts en nam Rudolfs graafschap in (het beleg van Calais). Rudolf werd vrijgelaten in 1350, maar werd nu door de Fransen beschuldigd van verraad en onthoofd. Het graafschap werd een bestuurlijke eenheid van het koninkrijk Engeland, maar voortaan fungeerde niet Guînes maar Calais als hoofdplaats. Het gebied volgt dan ook de verdere geschiedenis van Calais, dat in 1558 opnieuw in Franse handen kwam. In de 17e eeuw werd het onder de provincie Frans-Vlaanderen geplaatst.